# Massapaniek in het Njamiha-station
De massapaniek in het Njamiha-station vond plaats in het metrostation Njamiha in Minsk, Wit-Rusland op 30 mei 1999. Vanwege een plotselinge onweersbui zocht een deel van de bezoekers van een openluchtconcert nabij het metrostation snel beschutting. Een stormloop van mensen liep richting de afgesloten doorgang van het metrostation en veel mensen (voornamelijk jonge vrouwen) kwamen om het leven toen ze op de natte stoep uitgleden, vielen en elkaar vertrapten. Het officiële aantal dodelijke slachtoffers staat op 53.
Na de gebeurtenis volgden drie dagen van nationale rouw.